# Martin Braxenthaler
Martin Braxenthaler, född 11 mars 1972, är en tysk alpin skidåkare i monoski. Han tävlade vid de paralympiska spelen 1998, 2002, 2006 och 2010.

## Meriter
- Paralympiska vinterspelen 1998 
  - Brons, Super-G

- Paralympiska vinterspelen 2002    
  - Guld, slalom
  - Guld, storslalom
  - Guld, Super-G
  - Guld, störtlopp

- Paralympiska vinterspelen 2006   
  - Guld, Super-G sittande
  - Guld, storslalom sittande
  - Guld, slalom sittande

- Paralympiska vinterspelen 2010    
  - Guld, superkombination sittande
  - Guld, storslalom sittande
  - Guld, slalom sittande
  - Silver, Super-G sittande